# タチアナ・ボロソジャル
タチアナ・アンドリイウナ・ボロソジャル（ウクライナ語: Тетя́на Андрі́ївна Волосожа́р、ウクライナ語ラテン翻字: Tatiana Andreevna Volosozhar、ロシア語: Татья́на Андре́евна Волосожа́р、1986年5月22日 - ）は、ウクライナ出身、ロシアの女性フィギュアスケート選手(ペア)。パートナーは夫のマキシム・トランコフ、スタニスラフ・モロゾフ、ペトル・ハルチェンコ。
2014年ソチオリンピック金メダリスト、団体戦金メダリスト。2006年トリノオリンピック、2010年バンクーバーオリンピックペアウクライナ代表。2013年世界選手権優勝。

## 表記
ウクライナ語の読みに基づけばテチャーナ・ヴォロソジャールであるが、本稿では日本国内メディアで多く使用されるカナ表記を用いている。

## 人物
2014年12月31日、旅行先のバリでパートナーのトランコフからプロポーズを受けた。2015年8月18日、モスクワで挙式を執り行った。ブライズメイドの一人としてアデリナ・ソトニコワ、ベストマンとしてステファン・ランビエールとヒョードル・クリモフが式に立ち会った。
2016年9月21日、妊娠を発表した。2017年2月16日、第一子となる女児が誕生した。

## 経歴

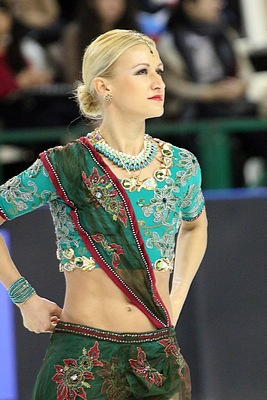
2015年

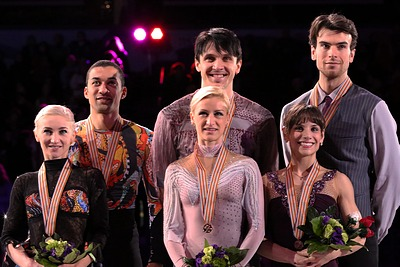
2013年世界選手権

ウクライナのドニプロペトロウシクに生まれ、5歳のころにスケートを始めた。2000年にペトル・ハルチェンコとペアを結成し、2001年世界ジュニア選手権に出場し13位となる。翌2001-2002シーズンからISUジュニアグランプリに参戦。GPチェコスケートで3位、JGPバルト杯で2位となり、JGPファイナルへも進出した。結果は7位。
2002-2003シーズンからはISUジュニアグランプリに出場しつつ、シニアクラスのISUグランプリシリーズにも参戦。ともに表彰台に上ることはなかったが、同シーズンには欧州選手権および世界選手権にも出場。2003-2004シーズンのウクライナ選手権で初優勝を飾り、世界選手権に出場したが14位に終わる。シーズン終了後にペトル・ハルチェンコとのペア解散、新たにスタニスラフ・モロゾフとペアを結成した。
2005年冬季ユニバーシアード競技会で2位、2005年欧州選手権では5位入賞となった。トリノオリンピックを控えた2005-2006シーズン、カールシェーファーメモリアルで優勝し、トリノオリンピック出場資格を得たが、2005年11月、練習中にパートナーのスタニスラフ・モロゾフがケガをしたためISUグランプリシリーズへの出場は見送られた。ケガ明けのトリノオリンピックでは12位、世界選手権では10位に終わる。
2007-2008シーズン、初戦のエリック・ボンパール杯では5位となり、NHK杯ではSPで2位と好スタートを切ったが、FSではミスが目立ち総合で4位に終わった。欧州選手権ではSPを終え3位に付けていたものの、FSで逆転を許し総合4位、メダル獲得はならなかった。
2度目のオリンピックとなったバンクーバーオリンピックでは8位となった。これを最後にスタニスラフ・モロゾフとのペアを解散し、新たにマキシム・トランコフとペアを結成した。
2010-2011シーズン、トランコフとのペアで出場したロシア選手権ではSP、FSで共に1位となり優勝した。ISU主催の初めての大会となった世界選手権では銀メダルを獲得。
2011-2012シーズンはグランプリシリーズに参戦し、2大会で優勝。グランプリファイナルでは2位となった。ロシア選手権は欠場したが、欧州選手権で初優勝を果たす。世界選手権はSPで8位と出遅れたものの、FSで巻き返し、2年連続で銀メダルを獲得した。
2012-2013シーズン、グランプリシリーズは2連勝、グランプリファイナルは初優勝、ロシア選手権では2連覇を果たす。欧州選手権の3日前、1月20日にトランコフの父親が亡くなったが出場。初めてアリオナ・サフチェンコ/ロビン・ゾルコーヴィ組を破り2連覇を果たしたものの、エキシビションは欠場した。世界選手権ではFSと総合得点の歴代最高得点を更新し、初の金メダルを獲得。
2013-2014シーズン、ネーベルホルン杯で優勝。SPでは史上初の80点台、FSでも史上初の150点台を出し全てで歴代最高得点を更新した。スケートアメリカでも歴代最高得点をさらに更新し優勝。グランプリファイナルではSP首位に立つも、ジャンプの失敗が影響し2位。ロシア選手権は試合間隔が狭すぎるという理由で欠場した。欧州選手権ではSPでシーズン3度目の歴代最高得点を記録。FSでは2度の転倒があるなど精彩を欠いて2位だったがリードを守りきり3連覇を果たした。ソチオリンピックの団体戦ではSPに出場し1位となりロシアの金メダルに貢献した。個人戦ではシーズン4度目の歴代最高得点を出し首位に立ち、FSでも1位の完全優勝。地元開催のオリンピックでペア選手が優勝するのは初めてのことである。
2014-2015シーズン、グランプリシリーズはトランコフの肩の怪我で出場を見送った。最終的にはシーズンを休養し、トランコフのリハビリやショー出演に時間を充てた。
2015-2016シーズン、ネーベルホルン杯で復帰し優勝。エリック・ボンパール杯でも優勝したが、NHK杯は脚の怪我を理由に出場を辞退した。ロシア選手権では3度目の優勝を果たし、続く欧州選手権でも2年ぶり4度目の優勝を飾った。世界選手権では6位。ペア結成以来初めてメダルを逃した。
2016年5月8日、2016-2017シーズンのグランプリシリーズの欠場を発表した。9月11日には、シーズン全ての試合の欠場を発表した。

## 主な戦績
- マキシム・トランコフとのペア(ロシア所属)

| 大会/年            | 2010-11 | 2011-12 | 2012-13 | 2013-14 | 2015-16 |
| ------------------ | ------- | ------- | ------- | ------- | ------- |
| 冬季オリンピック   |         |         |         | 1       |         |
| 世界選手権         | 2       | 2       | 1       |         | 6       |
| 欧州選手権         |         | 1       | 1       | 1       | 1       |
| 世界国別対抗戦     |         |         | T4 / P1 |         |         |
| ロシア選手権       | 1       |         | 1       |         | 1       |
| GPエリック杯       |         | 1       |         |         | 1       |
| GPファイナル       |         | 2       | 1       | 2       |         |
| GPNHK杯            |         |         |         | 1       |         |
| GPスケートアメリカ |         |         | 1       | 1       |         |
| GPロステレコム杯   |         |         | 1       |         |         |
| GPスケートカナダ   |         | 1       |         |         |         |
| CSネーベルホルン杯 |         | 1       | 1       | 1       | 1       |
| ネペラ記念         |         | 1       |         |         |         |
| モンブラン杯       | 1       |         |         |         |         |

- スタニスラフ・モロゾフとのペア(ウクライナ所属)

| 大会/年            | 2004-05 | 2005-06 | 2006-07 | 2007-08 | 2008-09 | 2009-10 |
| ------------------ | ------- | ------- | ------- | ------- | ------- | ------- |
| 冬季オリンピック   |         | 12      |         |         |         | 8       |
| 世界選手権         | 10      | 10      | 4       | 9       | 6       |         |
| 欧州選手権         | 5       |         | 5       | 4       | 4       | 4       |
| ウクライナ選手権   | 1       |         | 1       | 1       |         | 1       |
| GPファイナル       |         |         |         |         | 4       |         |
| GP中国杯           |         |         |         |         | 2       | 3       |
| GPスケートアメリカ |         |         |         |         |         | 2       |
| GPロステレコム杯   | 5       |         |         |         | 3       |         |
| GPNHK杯            |         |         |         | 4       |         |         |
| GPエリック杯       |         |         |         | 5       |         |         |
| ネーベルホルン杯   |         |         |         |         | 3       | 2       |
| ユニバーシアード   | 2       |         | 2       |         |         |         |
| シェーファー記念   |         | 1       |         |         |         |         |

- ペトル・ハルチェンコとのペア(ウクライナ所属)

| 大会/年                       | 2000-01 | 2001-02 | 2002-03 | 2003-04 |
| ----------------------------- | ------- | ------- | ------- | ------- |
| 世界選手権                    |         |         | 17      | 14      |
| 欧州選手権                    |         |         | 7       |         |
| ウクライナ選手権              |         |         | 2       | 1       |
| GP中国杯                      |         |         |         | 7       |
| GPロシア杯                    |         |         | 9       |         |
| GPNHK杯                       |         |         |         | 6       |
| 世界Jr.選手権                 | 13      | 10      | 7       | 5       |
| JGPファイナル                 |         | 7       |         | 4       |
| JGPチェコスケート             |         | 3       |         | 2       |
| JGPソフィア杯                 |         |         |         | 2       |
| JGPトラパネーゼ杯             |         |         | 4       |         |
| JGPブラオエン・シュベルター杯 |         |         | 4       |         |
| JGPバルト杯                   |         | 2       |         |         |

### 詳細
| 2015-2016 シーズン     |                                                                  |         |          |          |
| 開催日                 | 大会名                                                           | SP      | FS       | 結果     |
| 2016年3月26日 - 4月3日 | 2016年世界フィギュアスケート選手権（ボストン）                   | 3 77.13 | 7 128.68 | 6 205.81 |
| 2016年1月25日 - 31日   | 2016年ヨーロッパフィギュアスケート選手権（ブラチスラヴァ）       | 1 79.77 | 1 142.89 | 1 222.66 |
| 2015年12月23日 - 27日  | ロシアフィギュアスケート選手権（エカテリンブルク）               | 1 83.65 | 1 145.31 | 1 228.96 |
| 2015年11月13日 - 15日  | ISUグランプリシリーズ エリック・ボンパール杯（ボルドー）         | 1 74.50 | 中止     | 1        |
| 2015年9月23日 - 26日   | ISUチャレンジャーシリーズ ネーベルホルン杯（オーベルストドルフ） | 1 64.87 | 1 137.92 | 1 202.79 |

| 2013-2014 シーズン    |                                                        |         |          |          |
| 開催日                | 大会名                                                 | SP      | FS       | 結果     |
| 2014年2月6日 - 22日   | ソチオリンピック（ソチ）                               | 1 84.17 | 1 152.69 | 1 236.86 |
| 2014年2月6日 - 22日   | ソチオリンピック 団体戦（ソチ）                        | 1 83.79 | -        | 1 団体   |
| 2014年1月13日 - 19日  | 2014年ヨーロッパフィギュアスケート選手権（ブダペスト） | 1 83.98 | 2 136.40 | 1 220.38 |
| 2013年12月5日 - 8日   | 2013/2014 ISUグランプリファイナル（福岡）              | 1 82.65 | 2 141.18 | 2 223.83 |
| 2013年11月8日 - 10日  | ISUグランプリシリーズ NHK杯（東京）                    | 1 82.03 | 1 154.46 | 1 236.49 |
| 2013年10月18日 - 20日 | ISUグランプリシリーズ スケートアメリカ（デトロイト）   | 1 83.05 | 1 154.66 | 1 237.71 |
| 2013年9月25日 - 28日  | 2013年ネーベルホルン杯（オーベルストドルフ）           | 1 81.65 | 1 150.31 | 1 231.96 |

| 2012-2013 シーズン    |                                                      |         |          |          |
| 開催日                | 大会名                                               | SP      | FS       | 結果     |
| 2013年4月11日 - 14日  | 2013年世界フィギュアスケート国別対抗戦（東京）       | 1 74.41 | 1 136.06 | 1 210.47 |
| 2013年3月10日 - 17日  | 2013年世界フィギュアスケート選手権（ロンドン）       | 1 75.84 | 1 149.87 | 1 225.71 |
| 2013年1月23日 - 27日  | 2013年ヨーロッパフィギュアスケート選手権（ザグレブ） | 1 73.23 | 1 139.22 | 1 212.45 |
| 2012年12月24日 - 28日 | ロシアフィギュアスケート選手権（ソチ）               | 1 78.69 | 1 150.23 | 1 228.92 |
| 2012年12月6日 - 9日   | 2012/2013 ISUグランプリファイナル（ソチ）            | 1 73.46 | 2 131.09 | 1 204.55 |
| 2012年11月9日 - 11日  | ISUグランプリシリーズ ロステレコム杯（モスクワ）     | 1 74.74 | 1 132.79 | 1 207.53 |
| 2012年10月19日 - 21日 | ISUグランプリシリーズ スケートアメリカ（ケント）     | 1 65.78 | 1 129.29 | 1 195.07 |
| 2012年9月27日 - 29日  | 2012年ネーベルホルン杯（オーベルストドルフ）         | 1 65.24 | 1 131.31 | 1 196.55 |

| 2011-2012 シーズン      |                                                            |         |          |          |
| 開催日                  | 大会名                                                     | SP      | FS       | 結果     |
| 2012年3月26日 - 4月1日  | 2012年世界フィギュアスケート選手権（ニース）               | 8 60.48 | 1 140.90 | 2 201.38 |
| 2012年1月23日 - 29日    | 2012年ヨーロッパフィギュアスケート選手権（シェフィールド） | 1 72.80 | 1 137.65 | 1 210.45 |
| 2011年12月8日 - 11日    | 2011/2012 ISUグランプリファイナル（ケベック・シティー）    | 1 71.57 | 2 140.51 | 2 212.08 |
| 2011年11月18日 - 20日   | ISUグランプリシリーズ エリック・ボンパール杯（パリ）       | 1 63.69 | 1 130.44 | 1 194.13 |
| 2011年10月28日 - 30日   | ISUグランプリシリーズ スケートカナダ（ミシサガ）           | 1 70.42 | 1 130.96 | 1 201.38 |
| 2011年9月29日 - 10月2日 | 2011年オンドレイネペラメモリアル（ブラチスラヴァ）         | 1 66.48 | 1 123.67 | 1 190.15 |
| 2011年9月22日 - 24日    | 2011年ネーベルホルン杯（オーベルストドルフ）               | 1 57.91 | 1 125.74 | 1 183.65 |

| 2010-2011 シーズン     |                                                |         |          |          |
| 開催日                 | 大会名                                         | SP      | FS       | 結果     |
| 2011年4月24日 - 5月1日 | 2011年世界フィギュアスケート選手権（モスクワ） | 3 70.35 | 2 140.38 | 2 210.73 |
| 2011年2月15日 - 20日   | 2011年モンブラントロフィー（クールマイユール） | 1 68.30 | 1 131.54 | 1 199.84 |
| 2010年12月25日 - 29日  | ロシアフィギュアスケート選手権（サランスク）   | 1 72.71 | 1 141.95 | 1 214.66 |

| 2009-2010 シーズン    |                                                            |         |          |          |
| 開催日                | 大会名                                                     | SP      | FS       | 結果     |
| 2010年2月14日 - 15日  | バンクーバーオリンピック（バンクーバー）                   | 9 62.14 | 8 119.64 | 8 181.78 |
| 2010年1月19日 - 20日  | 2010年ヨーロッパフィギュアスケート選手権（タリン）         | 4 67.60 | 4 120.23 | 4 187.83 |
| 2009年12月22日 - 23日 | ウクライナフィギュアスケート選手権（ドニプロペトロウシク） | 1 65.82 | 1 115.81 | 1 181.63 |
| 2009年11月13日 - 14日 | ISUグランプリシリーズ スケートアメリカ（レークプラシッド） | 2 61.70 | 3 110.12 | 2 171.82 |
| 2009年10月30日 - 31日 | ISUグランプリシリーズ 中国杯（北京）                       | 2 62.98 | 3 107.81 | 3 170.79 |
| 2009年9月24日 - 25日  | 2009年ネーベルホルン杯（オーベルストドルフ）               | 2 59.46 | 2 106.29 | 2 165.75 |

| 2008-2009 シーズン    |                                                        |         |          |          |
| 開催日                | 大会名                                                 | SP      | FS       | 結果     |
| 2009年3月24日 - 25日  | 2009年世界フィギュアスケート選手権（ロサンゼルス）     | 6 64.10 | 5 111.51 | 6 175.61 |
| 2009年1月20日 - 25日  | 2009年ヨーロッパフィギュアスケート選手権（ヘルシンキ） | 4 56.20 | 3 115.14 | 4 171.34 |
| 2008年12月18日 - 21日 | ドイツフィギュアスケート選手権（オーベルストドルフ）   | 2 58.64 | 2 105.12 | 2 163.76 |
| 2008年12月11日 - 14日 | 2008/2009 ISUグランプリファイナル（高陽）              | 4 64.08 | 5 111.75 | 4 175.83 |
| 2008年11月20日 - 23日 | ISUグランプリシリーズ ロシア杯（モスクワ）             | 3 58.34 | 3 109.52 | 3 167.86 |
| 2008年11月6日 - 9日   | ISUグランプリシリーズ 中国杯（北京）                   | 2 60.34 | 2 114.71 | 2 175.05 |
| 2008年9月25日 - 28日  | 2008年ネーベルホルン杯（オーベルストドルフ）           | 3 61.02 | 4 95.06  | 3 156.08 |

| 2007-2008 シーズン       |                                                      |         |           |          |
| 開催日                   | 大会名                                               | SP      | FS        | 結果     |
| 2008年3月17日 - 23日     | 2008年世界フィギュアスケート選手権（ヨーテボリ）     | 8 59.53 | 10 100.42 | 9 159.95 |
| 2008年1月21日 - 27日     | 2008年ヨーロッパフィギュアスケート選手権（ザグレブ） | 3 61.29 | 4 102.14  | 4 163.43 |
| 2007年11月29日 - 12月2日 | ISUグランプリシリーズ NHK杯（仙台）                  | 2 60.14 | 5 90.67   | 4 150.81 |
| 2007年11月16日 - 18日    | ISUグランプリシリーズ エリック・ボンパール杯（パリ） | 5 54.18 | 6 98.41   | 5 152.59 |

| 2006-2007 シーズン   |                                                        |         |          |          |
| 開催日               | 大会名                                                 | SP      | FS       | 結果     |
| 2007年3月19日 - 25日 | 2007年世界フィギュアスケート選手権（東京）             | 8 57.62 | 5 116.00 | 4 173.62 |
| 2007年1月22日 - 28日 | 2007年ヨーロッパフィギュアスケート選手権（ワルシャワ） | 5 53.62 | 4 101.73 | 5 155.35 |
| 2007年1月18日 - 19日 | 第23回冬季ユニバーシアード（トリノ）                   | 2 54.80 | 2 95.40  | 2 150.20 |

| 2005-2006 シーズン    |                                                  |          |          |           |
| 開催日                | 大会名                                           | SP       | FS       | 結果      |
| 2006年3月20日 - 26日  | 2006年世界フィギュアスケート選手権（カルガリー） | 11 50.87 | 10 97.03 | 10 147.90 |
| 2006年2月10日 - 26日  | トリノオリンピック（トリノ）                     | 12 50.14 | 12 98.24 | 12 148.38 |
| 2005年10月12日 - 16日 | 2005年カールシェーファーメモリアル（ウィーン）   | 1 54.42  | 1 101.57 | 1 155.99  |

| 2004-2005 シーズン    |                                                    |          |           |           |
| 開催日                | 大会名                                             | SP       | FS        | 結果      |
| 2005年3月14日 - 20日  | 2005年世界フィギュアスケート選手権（モスクワ）     | 11 55.75 | 11 100.63 | 10 156.38 |
| 2005年1月25日 - 30日  | 2005年ヨーロッパフィギュアスケート選手権（トリノ） | 5 56.26  | 5 95.53   | 5 151.79  |
| 2004年11月25日 - 28日 | ISUグランプリシリーズ ロシア杯（モスクワ）         | 6 49.46  | 4 98.72   | 5 148.18  |

| 2003-2004 シーズン     |                                                      |         |         |          |
| 開催日                 | 大会名                                               | SP      | FS      | 結果     |
| 2004年3月22日 - 28日   | 2004年世界フィギュアスケート選手権（ドルトムント）   | 13      | 14      | 14       |
| 2004年2月29日 - 3月7日 | 2004年世界ジュニアフィギュアスケート選手権（ハーグ） | 5       | 5       | 5        |
| 2003年12月11日 - 14日  | 2003/2004 ISUジュニアグランプリファイナル（マルメ）  | 4       | 4       | 4        |
| 2003年11月27日 - 30日  | ISUグランプリシリーズ NHK杯（旭川）                  | 6 44.68 | 7 84.63 | 6 129.31 |
| 2003年11月6日 - 9日    | ISUグランプリシリーズ 中国杯（北京）                 | 7 44.30 | 7 85.55 | 7 129.85 |
| 2003年10月2日 - 5日    | ISUジュニアグランプリ チェコスケート（オストラヴァ） | 3       | 2       | 2        |
| 2003年9月11日 - 14日   | ISUジュニアグランプリ ソフィア杯（ソフィア）         | 2       | 2       | 2        |

| 2002-2003 シーズン       |                                                                |    |    |      |
| 開催日                   | 大会名                                                         | SP | FS | 結果 |
| 2003年3月24日 - 30日     | 2003年世界フィギュアスケート選手権（ワシントンD.C.）           | 17 | 17 | 17   |
| 2003年2月24日 - 3月2日   | 2003年世界ジュニアフィギュアスケート選手権（オストラヴァ）     | 6  | 7  | 7    |
| 2003年1月20日 - 26日     | 2003年ヨーロッパフィギュアスケート選手権（マルメ）             | 8  | 7  | 7    |
| 2002年11月21日 - 24日    | ISUグランプリシリーズ ロシア杯（モスクワ）                     | 9  | 9  | 9    |
| 2002年10月30日 - 11月3日 | ISUジュニアグランプリ トラパネーゼ杯（ミラノ）                 | 7  | 3  | 4    |
| 2002年10月10日 - 6日     | ISUジュニアグランプリ ブラオエン・シュベルター杯（ケムニッツ） | 4  | 4  | 4    |

## プログラム使用曲
| シーズン  | SP                                                           | FS | EX |
| --------- | ------------------------------------------------------------ | --- | --- |
| 2015-2016 | Nagada Sang Dhol 作曲：Siddharth-Garima                      | 映画『ドラキュラ』より 作曲：ヴォイチェフ・キラール 映画『ヴァン・ヘルシング』より 作曲：アラン・シルヴェストリ                                                               | Let's Do It ボーカル：ティナ・ルイーズStars 曲：ネリー・ファータドスノーストーム ボーカル：アーラ・プガチョワ、クリスティーナ・オルバカイテ                                                                |
| 2014-2015 | Nagada Sang Dhol 作曲：Siddharth-Garima                      | 映画『ドラキュラ』より 作曲：ヴォイチェフ・キラール 映画『ヴァン・ヘルシング』より 作曲：アラン・シルヴェストリ                                                               | |
| 2013-2014 | 仮面舞踏会 作曲：アラム・ハチャトゥリアン                    | ミュージカル『ジーザス・クライスト・スーパースター』より 作曲：アンドルー・ロイド・ウェバー                                                                                   | スカイフォール 曲：アデルOne Man's Dream 演奏：ヤニースノーストーム ボーカル：アーラ・プガチョワ、クリスティーナ・オルバカイテSomebody to Die For 曲：ハーツピアノ協奏曲第2番 作曲：セルゲイ・ラフマニノフ |
| 2012-2013 | 愛のテーマ 映画『ゴッドファーザー』より 作曲：ニーノ・ロータ | ヴァイオリンミューズ (原曲：シャコンヌ) 作曲：ヨハン・ゼバスティアン・バッハ 演奏：川井郁子                                                                                   | ブリング・ミー・トゥ・ライフ 作曲：エヴァネッセンススノーストーム ボーカル：アーラ・プガチョワ、クリスティーナ・オルバカイテBenedictus 演奏：2Cellosノクターン 作曲：シークレット・ガーデン                |
| 2011-2012 | ブリング・ミー・トゥ・ライフ 作曲：エヴァネッセンス          | 映画『ブラック・スワン』より 作曲：ピョートル・チャイコフスキー 演奏：クリント・マンセル                                                                                      | ブリング・ミー・トゥ・ライフ 作曲：エヴァネッセンススーパーマリオブラザーズ 作曲：近藤浩治 |
| 2010-2011 | カルミナ・ブラーナ 作曲：カール・オルフ                      | ロメオとジュリエット 作曲：セルゲイ・プロコフィエフ | スーパーマリオブラザーズ 作曲：近藤浩治Aimer ミュージカル『ロミオとジュリエット』より 作曲：ジェラード・プレギュルヴィック                                                                                 |
| 2009-2010 | Dreams Illusion 編曲：DJI                                    | 映画『パール・ハーバー』より 作曲：ハンス・ジマー | Life in Mono 曲：Mono |
| 2008-2009 | 映画『陽のあたる教室』より 作曲：マイケル・ケイメン          | 映画『パール・ハーバー』より 作曲：ハンス・ジマー | Turn Around by ボニー・タイラー、カレン・アントンLife in Mono 曲：Mono |
| 2007-2008 | 奇跡の始まり 作曲：ピーター・ガブリエル                      | 映画『ティアーズ・オブ・ザ・サン』より 作曲：ハンス・ジマー | Total Eclipse of the Heart ボーカル：サラ・ブライトマン |
| 2006-2007 | アルビノーニのアダージョ 作曲：レモ・ジャゾット              | Phantom of the Opera on Ice 作曲：ロベルト・ダノワ | アヴェ・マリア 作曲：フランツ・シューベルト |
| 2005-2006 | アルビノーニのアダージョ 作曲：レモ・ジャゾット              | 映画『1492 コロンブス』より 作曲：ヴァンゲリス | |
| 2004-2005 | 剣の舞 作曲：アラム・ハチャトゥリアン                        | ピアノソナタ第14番 作曲：ルートヴィヒ・ヴァン・ベートーヴェン | |
| 2003-2004 | タンゴ 『シルク・ドゥ・ソレイユ』より 作曲：レネ・デュプレ   | ミュージカル『ノートルダム・ド・パリ』より 作曲：リシャール・コクシアント | |
| 2002-2003 | Saltarello                                                   | 幻想序曲『ロメオとジュリエット』 作曲：ピョートル・チャイコフスキー 映画『ロミオとジュリエット』より 作曲：ニーノ・ロータ ロメオとジュリエット 作曲：セルゲイ・プロコフィエフ | |
| 2001-2002 | ヴァイオリンと管弦楽のための協奏曲 作曲：サン・プルー        | お嬢さんとならず者 作曲：ドミートリイ・ショスタコーヴィチ | |